# Thrall (Teksas)
Thrall je grad u američkoj saveznoj državi Teksas. Prema popisu stanovništva iz 2010. u njemu je živjelo 839 stanovnika.